# Stephenie McPherson
Stephenie Ann McPherson (Westmoreland, 25 novembre 1988) è una velocista giamaicana, specializzata nei 400 metri piani.

## Palmarès
| Anno | Manifestazione          | Sede           | Evento        | Risultato  | Prestazione | Note                                     |
| ---- | ----------------------- | -------------- | ------------- | ---------- | ----------- | ---------------------------------------- |
| 2013 | Mondiali                | Mosca          | 400 m piani   | Bronzo     | 49"99       |                                          |
| 2014 | Mondiali indoor         | Sopot          | 4×400 m       | Argento    | 3'26"54     | Record nazionale                         |
| 2014 | Giochi del Commonwealth | Glasgow        | 400 m piani   | Oro        | 50"67       |                                          |
| 2014 | Giochi del Commonwealth | Glasgow        | 4×400 m       | Oro        | 3'23"82     | Record dei Giochi                        |
| 2015 | World Relays            | Nassau         | 4×400 m       | Argento    | 3'22"49     | Miglior prestazione personale stagionale |
| 2015 | Mondiali                | Pechino        | 400 m piani   | 5ª         | 50"42       |                                          |
| 2015 | Mondiali                | Pechino        | 4×400 m       | Oro        | 3'19"13     | Miglior prestazione mondiale stagionale  |
| 2016 | Mondiali indoor         | Portland       | 400 m piani   | 4ª         | 52"20       |                                          |
| 2016 | Mondiali indoor         | Portland       | 4×400 m       | Finale     | dnf         |                                          |
| 2016 | Giochi olimpici         | Rio de Janeiro | 400 m piani   | 6ª         | 50"97       |                                          |
| 2016 | Giochi olimpici         | Rio de Janeiro | 4×400 m       | Argento    | 3'20"34     | Miglior prestazione personale stagionale |
| 2017 | World Relays            | Nassau         | 4×400 m       | Bronzo     | 3'28"49     | Miglior prestazione personale stagionale |
| 2017 | Mondiali                | Londra         | 400 m piani   | 6ª         | 50"86       |                                          |
| 2017 | Mondiali                | Londra         | 4×400 m       | Finale     | dnf         | [ 1 ]                                    |
| 2018 | Mondiali indoor         | Birmingham     | 400 m piani   | Semifinale | dq          |                                          |
| 2018 | Mondiali indoor         | Birmingham     | 4×400 m       | Finale     | dq          |                                          |
| 2018 | Giochi del Commonwealth | Gold Coast     | 400 m piani   | Bronzo     | 50"93       |                                          |
| 2018 | Giochi del Commonwealth | Gold Coast     | 4×400 m       | Oro        | 3'24"00     |                                          |
| 2018 | Campionati NACAC        | Toronto        | 400 m piani   | Oro        | 51"15       |                                          |
| 2018 | Campionati NACAC        | Toronto        | 4×400 m       | Argento    | 3'27"25     |                                          |
| 2019 | World Relays            | Yokohama       | 4×200 m       | Bronzo     | 1'33"21     | Miglior prestazione personale stagionale |
| 2019 | Giochi panamericani     | Lima           | 4×400 m       | Bronzo     | 3'27"61     |                                          |
| 2019 | Mondiali                | Doha           | 400 m piani   | 6ª         | 50"89       |                                          |
| 2019 | Mondiali                | Doha           | 4×400 m       | Bronzo     | 3'22"37     | Miglior prestazione personale stagionale |
| 2021 | Giochi olimpici         | Tokyo          | 400 m piani   | 4ª         | 49"61       |                                          |
| 2022 | Mondiali indoor         | Belgrado       | 400 m piani   | Bronzo     | 50"79       | Record nazionale                         |
| 2022 | Mondiali indoor         | Belgrado       | 4×400 m       | Oro        | 3'28"40     | Miglior prestazione personale stagionale |
| 2022 | Mondiali                | Eugene         | 400 m piani   | 5ª         | 50"36       |                                          |
| 2022 | Mondiali                | Eugene         | 4×400 m       | Argento    | 3'20"74     | Miglior prestazione personale stagionale |
| 2022 | Campionati NACAC        | Freeport       | 400 m piani   | Bronzo     | 50"36       |                                          |
| 2024 | Giochi olimpici         | Parigi         | 4x400 m       | Finale     | dnf         |                                          |
| 2024 | Giochi olimpici         | Parigi         | 4x400 m mista | 5ª         | 3'11"67     |                                          |

## Altre competizioni internazionali
2014
- Oro in Coppa continentale ( Marrakech), 4×400 m - 3'20"93

2016
- Vincitrice della Diamond League nella specialità dei 400 m piani (39 punti)

2018
- Bronzo in Coppa continentale ( Ostrava), 400 m piani - 50"82
- Oro in Coppa continentale ( Ostrava), 4×400 m mista - 3'13"01